# Медоукрофт, Джим
Джим Ме́доукрофт (англ. Jim Meadowcroft; 15 декабря 1946 — 25 сентября[уточнить] 2015) — английский профессиональный игрок в снукер, а впоследствии спортивный комментатор и тренер по этой игре.
Наиболее успешными для Медоукрофта стали 70-е — в сезоне 1976/1977 он занимал 12-е место в рейтинге профессионалов, а на чемпионате мира 1976 года достиг четвертьфинала. Кроме этого, он ещё дважды проходил первый раунд чемпионата. В 1982 году, на показательном матче в Уортинге Медоукрофт в четырёх фреймах сделал четыре сенчури брейка в 105, 115, 117 и 125 очков.
Медоукрофт был председателем организации WPBSA.